# Gmina Burlöv
Gmina Burlöv (szw. Burlövs kommun) – gmina w Szwecji, w regionie Skania, z siedzibą w Arlöv.
Pod względem zaludnienia Burlöv jest 145. gminą w Szwecji. Zamieszkuje ją 15 295 osób, z czego 50,57% to kobiety (7735) i 49,43% to mężczyźni (7560). W gminie zameldowanych jest 1077 cudzoziemców. Na każdy kilometr kwadratowy przypada 805 mieszkańców. Pod względem wielkości gmina zajmuje 289. miejsce.